# Tätlichkeit (Sport)
Als Tätlichkeit bezeichnet man im Sport ein stark regelwidriges Verhalten gegen den Körper eines Gegners ohne die Aussicht, in den Besitz des Spielgerätes zu gelangen. Tätlichkeiten können das Schlagen eines Gegners oder das Nachtreten gegen diesen sein, oftmals werden Tätlichkeiten als Rache, auch im Affekt, ausgeführt. Die Vergehen werden vom Schiedsrichter bei Mannschaftssportarten meist mit der Roten Karte bestraft.
Auch Vergehen gegen den Schiedsrichter selbst, seine Assistenten oder Zuschauer werden als Tätlichkeiten gelistet. Nach dem Spiel, in dem der Platzverweis ausgesprochen wurde, wird der Spieler vor ein Sportgericht gestellt, welches die Höhe einer etwaigen weiteren Strafe festlegt. Dies kann ein befristeter Wettbewerbsausschluss des betroffenen Spielers und eventuell ein zu zahlender Betrag sein. Stellt sich heraus, dass der beschuldigte Spieler unschuldig ist, wird er freigesprochen und darf bereits im nächsten Spiel wieder auflaufen.